# Gare de Heisdorf
La gare de Heisdorf est une gare ferroviaire luxembourgeoise de la ligne 1 de Luxembourg à Troisvierges-frontière, située à Heisdorf, section de la commune de Steinsel, dans le canton de Luxembourg.
C'est une halte voyageurs mise en service en 1993 par la Société nationale des chemins de fer luxembourgeois (CFL). Elle est desservie par des trains Regionalbunn (RB) uniquement.

## Situation ferroviaire
Établie à 235 mètres d'altitude, la gare de Heisdorf est située au point kilométrique (PK) 25,530 de la ligne 1 de Luxembourg à Troisvierges-frontière, entre les gares de Walferdange et Lorentzweiler.

## Histoire
La halte de Heisdorf est mise en service en 1993 par la Société nationale des chemins de fer luxembourgeois (CFL).
En 2014, elle comporte deux voies, deux quais et abris.

## Service des voyageurs

### Accueil
Halte CFL, c'est un point d'arrêt non géré, équipé de deux abris et d'un automate pour l'achat de titres de transport. Le passage à niveau permet la traversée des voies et le passage d'un quai à l'autre.

### Desserte
Heisdorf est desservie par des trains Regionalbunn (RB) de la ligne Luxembourg - Ettelbruck - Diekirch,.

### Intermodalité
Un parc pour les vélos (7 places) et un parking pour les véhicules (14 places) y sont aménagés. Les lignes 11 et 26 des autobus de la ville de Luxembourg et les lignes 110 et 111 du Régime général des transports routiers desservent la gare à distance, par la voie publique.